# Шмонов, Александр Анатольевич
Александр Анатольевич Шмо́нов (род. 21 февраля 1952, Ленинград) — правозащитник, получивший известность тем, что на праздничной демонстрации 7 ноября 1990 года пытался застрелить Президента СССР Михаила Горбачёва. Работал сантехником, слесарем Ижорского завода. Ныне[когда?]

 бизнесмен и правозащитник.

## Биография
Александр Шмонов родился в 1952 году в Ленинграде, вырос в благополучной семье. После службы в Советской Армии работал слесарем на Ижорском заводе в Колпино, проживал в общежитии.
Во второй половине 1980-х годов Шмонов вступил в Социал-демократическую партию России[уточнить]. Придерживался радикальных политических взглядов. Считал генерального секретаря ЦК КПСС Михаила Горбачёва виновным в подавлении митинга в Тбилиси 9 апреля 1989 года и в Баку 20 января 1990 года (21 и 131 погибший соответственно), за что и намеревался физически уничтожить его и таким образом обеспечить демократические выборы президента. Ещё с марта 1990 года он расклеивал листовки с призывами к убийству Горбачёва.
Шмонов купил себе дефицитное немецкое двуствольное ружьё за 900 рублей, предварительно получив на него разрешение в милиции. Перед отъездом он послал в Кремль письмо-ультиматум, но, убедившись, что его требования выполнять никто не собирается, продолжил приготовления к покушению. 5 ноября 1990 года он выехал в Москву. Утром 7 ноября он зарядил обрез собственноручно изготовленными боеприпасами повышенной убойной силы, загримировался, наклеив усы и надев парик. Чтобы миновать металлоискатели, Шмонов изготовил отвлекающий плакат на металлическом стержне с надписью «Крепись государство!»
. В кармане брюк он оставил предсмертную записку:
На случай моей смерти сообщаю, что я хотел попытаться убить президента СССР Горбачёва М. С.
Впоследствии Шмонов рассказывал, что в случае убийства Горбачёва с первого выстрела он планировал второй пулей застрелить председателя Верховного Совета СССР Анатолия Лукьянова.
В 11:09 вместе с колонной демонстрантов Шмонов приблизился к Мавзолею, где находилось руководство СССР во главе с Горбачёвым. Ему удалось вклиниться между колоннами и его появление не было замечено сотрудниками КГБ. Когда до Мавзолея оставалось 47 метров, Шмонов выхватил обрез, прицелился Горбачёву в голову и нажал на спусковой крючок. Старший сержант милиции Мыльников в последний момент успел ударить по стволу, и обе пули ушли мимо — одна вверх, вторая — в стену ГУМа. Шмонов был задержан подоспевшими работниками КГБ СССР. Впоследствии эксперты утверждали, что у Шмонова было мало шансов убить Горбачёва — под костюмом у президента был бронежилет, а ствол ружья был сильно укорочен. При этом сам Шмонов впоследствии утверждал, что целился именно в голову Горбачёва, так как был уверен, что тот в бронежилете.
Трансляция демонстрации по телевидению была прервана в 11:10 концертом классической музыки и возобновлена в 11:25.
7 ноября 1990 года в вечернем выпуске программы «Время» была обнародована информация о покушении:
…Во время праздничной демонстрации на Красной площади в районе ГУМа прозвучали выстрелы. Как сообщили в пресс-службе Комитета Госбезопасности СССР, задержан житель Ленинграда, произведший из обреза охотничьего ружья два выстрела в воздух. Пострадавших нет. Ведется расследование…
Около года Шмонов провёл в СИЗО, настаивал на своей вменяемости, хотя и отмечал,
что сейчас не пошёл бы на террористический акт, так как «всё равно Горбачева теперь переизберёт сам народ». Был признан душевнобольным и на четыре года отправлен в психиатрическую больницу. После выписки он был признан инвалидом II группы. Пока он лечился, его жена развелась с ним и забрала с собой дочь. Впоследствии около года работал сантехником, затем создал и возглавил ремонтно-строительную фирму «Тонна золота». Через несколько лет он стал заниматься активной общественной деятельностью. В 1999 году пытался баллотироваться в Государственную Думу по 206-му избирательному округу Санкт-Петербурга, но местный избирком отказал в регистрации, забраковав большинство собранных подписей. После снятия с выборов он стал правозащитником и создал шесть общественно-политических движений. Шмонов принимает активное участие в защите лиц, пострадавших от психиатров, и защите от недобровольного психиатрического лечения непреступников.